# 穀倉之舞
《穀倉之舞》（英語：The Barn Dance）是一部于1929年上映的美國動畫短篇電影，為米老鼠動畫短片系列的第一部作品之一，是當年發行的十二部短片中的第一部。其中作品由華特·迪士尼執導，烏布·伊沃克斯擔任首席動畫師。海報上的標題僅寫為「穀倉之舞」，而標題畫面上則使用了完整的標題。

## 劇情
標題中的「穀倉之舞」描述米妮老鼠和她的兩位追求者米奇和皮特參加的一場舞會。兩位角色駕駛了各自的交通工具抵達米妮的家，並試圖邀請她參加這場舞會。米奇駕駛馬車亮相，而皮特則駕駛他新買的汽車。
米妮最初選擇由皮特駕駛的汽車載送她參加舞會，但不幸的是汽車突然故障。他決定接受米奇的邀請。隨後觀眾們可以看見他們在一起跳舞，但米奇被證明是一個相當笨拙的舞者，一再踩到米妮的腳。因此，她拒絕米奇第二次的邀請跳舞。並接受了皮特的邀請，而事實證明皮特是一個更優秀的舞伴。
隨後，米奇試圖透過在他的短褲內放一個气球來解決他的舞技問題。這明顯有助於他變得「輕盈」，他繼續邀請米妮再跳一支舞。她接受並驚訝地發現米奇的舞技明顯提高了。皮特很快發現了米奇的詭計，並當場向米妮揭示了這一點。米妮對這種欺騙行為感到厭惡而離開了米奇，並繼續和皮特跳舞，留下米奇在地板上哭泣。

## 製作

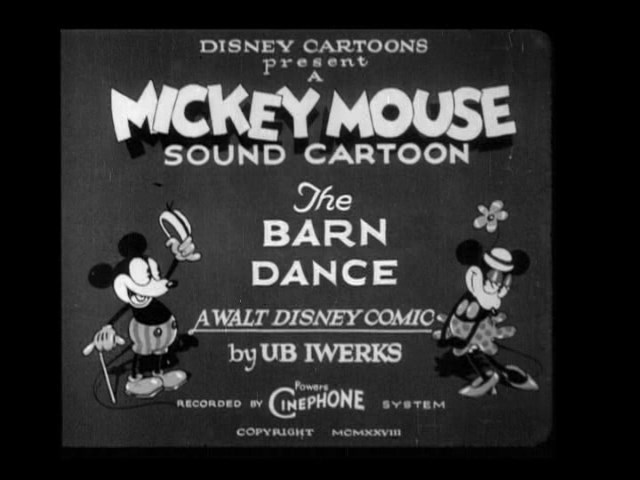
《穀倉之舞》的標題卡

就像米奇之前的動畫片《汽船威利號》一樣，《穀倉之舞》也原本計劃為一部有聲動畫片，其中包含許多笑點，例如米奇將一隻路過的鴨子用作他汽車的喇叭。而動畫中的舞蹈場景則展示迪士尼工作室將卡通動作與音樂節奏相結合的能力正不斷提升。
短片以米奇被米妮拒絕並選擇皮特的情節為特色，這在未來的動畫片中也是罕見的情景。同時，皮特這個角色的形象也呈現出不同尋常的一面；以前他被描繪成一個兇惡的惡棍，而在《穀倉之舞》中被塑造成一個有禮貌的紳士。此外，米奇並沒有被描繪成英雄，而是一個相當無能的年輕追求者。當米奇因為自己的失敗而感到悲傷和哭泣時，展現了異常情緒化和脆弱的一面。
皮特的服裝和汽車風格成為後來於2013年的短片《米奇拯救米妮大作戰》中的靈感來源。

## 評價
《綜藝》（1929年2月13日）的評論指出：
《穀倉之舞》「有一些笑點，雖然在某些地方有些生硬。它可以在談話短片節目中被發現，作為一種愉快的放鬆方式，也是從傳統的人類演員短片中轉換飲食的一種方式。
《電影新聞》（1929年2月16日）則寫道：
華特·迪士尼出於喜劇目的進化了另一個動物角色，這就是米老鼠。而米奇這次正在追求另一隻老鼠，並帶他去參加穀倉舞會，隨後出現了許多常見的喜劇動作……裡面有一些笑點。
《電影日報》（1929年2月17日）的評價是：
這是米老鼠和他的甜心的另一場冒險。惡棍貓試圖帶女孩開著他的車，但車子卻壞了。所以她和米奇一起去穀倉舞會，米老鼠駕駛著他的舊插頭拉的馬車。這匹馬是動畫中最有趣的卡通人物之一。後來在舞會上，貓出現並試圖再次帶走女孩，但米奇再次愚弄了他。音效非常有趣，可以輕鬆地將通常的卡通主題增強效果到百分之百。

## 家庭媒體
該短片於2004年12月7日在《華特迪士尼寶藏：黑白米奇》的第二輯中發布，並自2023年9月起在Disney+上提供串流播放。

## 另見
- 米老鼠系列电影（英语：Mickey_Mouse_(film_series)）

## 外部連結
- 互联网电影数据库（IMDb）上《穀倉之舞》的资料（英文）
- 穀倉之舞 在迪士尼動畫短片百科全書的資料